# 日本人の一覧
日本人の一覧（にほんじんのいちらん）
この記事では日本の都道府県ならび都市別の出身者の一覧を50音（あいうえお）順にまとめた。

## 北海道地方
- 北海道出身の人物一覧

## 東北地方
- 青森県出身の人物一覧
- 秋田県出身の人物一覧
- 岩手県出身の人物一覧
- 福島県出身の人物一覧
- 宮城県出身の人物一覧
- 山形県出身の人物一覧

## 関東地方
- 茨城県出身の人物一覧
- 神奈川県出身の人物一覧
- 群馬県出身の人物一覧
- 埼玉県出身の人物一覧
- 千葉県出身の人物一覧
- 東京都出身の人物一覧
- 栃木県出身の人物一覧

## 中部地方
- 愛知県出身の人物一覧
  - 愛知県出身の文化人一覧
- 石川県出身の人物一覧
- 岐阜県出身の人物一覧
- 静岡県出身の人物一覧
- 富山県出身の人物一覧
- 長野県出身の人物一覧
- 新潟県出身の人物一覧
- 福井県出身の人物一覧
- 山梨県出身の人物一覧

## 近畿地方
- 大阪府出身の人物一覧
- 京都府出身の人物一覧
- 滋賀県出身の人物一覧
- 兵庫県出身の人物一覧
- 奈良県出身の人物一覧
- 三重県出身の人物一覧
- 和歌山県出身の人物一覧

## 中国地方
- 岡山県出身の人物一覧
- 島根県出身の人物一覧
- 鳥取県出身の人物一覧
- 広島県出身の人物一覧
- 山口県出身の人物一覧

## 四国地方
- 愛媛県出身の人物一覧
- 香川県出身の人物一覧
- 高知県出身の人物一覧
- 徳島県出身の人物一覧

## 九州地方（沖縄県を含む）
- 大分県出身の人物一覧
- 沖縄県出身の人物一覧
- 鹿児島県出身の人物一覧
- 熊本県出身の人物一覧
- 佐賀県出身の人物一覧
- 長崎県出身の人物一覧
- 福岡県出身の人物一覧
- 宮崎県出身の人物一覧

## 各都道府県の都市
- 大阪市出身の人物一覧
- 岡山市出身の人物一覧
- 川崎市出身の人物一覧
- 北九州市出身の人物一覧
- 京都市出身の人物一覧
- 熊本市出身の人物一覧
- 札幌市出身の人物一覧
- さいたま市出身の人物一覧
- 堺市出身の人物一覧
- 相模原市出身の人物一覧
- 静岡市出身の人物一覧
- 仙台市出身の人物一覧
- 千葉市出身の人物一覧
- 名古屋市出身の人物一覧
- 新潟市出身の人物一覧
- 浜松市出身の人物一覧
- 広島市出身の人物一覧
- 福岡市出身の人物一覧
- 横浜市出身の人物一覧

## その他の出身者
- アイヌの一覧
- 樺太出身者の一覧
- 引揚者一覧

- 日系人
- ハワイにおける日本人移民
- 日本の外国人
  - 欧米系島民
- 帰化日本人の政治家一覧